# Герман Музер
Герман Музер (нім. Hermann Mooser; 3 травня 1891, Маєнфільд, Граубюнден, Швейцарія — 20 червня 1971, Цюрих) — швейцарський лікар, що спеціалізувався з бактеріології. Він є відкривачем збудника ендемічного висипного тифу.

## Біографія
Батько Германа Антон Музер (1860—1947), був майстром мистецтв і ремесел, геральдистом, дослідником за́мків. Мати Йоганна (уроджена Барандун, 1864—1908) походила з фермерської сім'ї.

### Освіта
Музер навчався медицині в Лозаннському, Цюрихському та Базельському університетах. Закінчивши навчання, у 1918 році став першим помічником доктора Фердинанда Зауербруха в хірургічній університетській клініці в Цюриху, а в 1919 році — в Інституті патології Базельського університету. У 1920 році в Цюрихському університеті він отримав докторський ступінь з дисертацією «Про випадок ендогенного ожиріння з високим ступенем остеопорозу», яка потім стала відомою як хвороба Кушинга. Зробив внесок у патологію внутрішньої секреції та згодом був помічником лікаря в Інституті гігієни Цюрихського університету.

### Робота в Мексиці і США
Потім він працював шістнадцять років за кордоном і був клінічним патологом в Американській лікарні в Мехіко між 1921 і 1928 роками, майже половину 1929 року працював директором Християнського госпітального інституту медичних досліджень у Цинциннаті, до того, як в 1930 році став професором бактеріології в Національному автономному університеті Мексики. Окрім своєї лікарської та викладацької діяльності, він зосередив увагу, зокрема, на дослідженні інфекцій, спричинених рикетсіями. Під час перебування в Мексиці він виявив у 1928 році збудника ендемічного (мишачого) висипного тифу, названого на його честь «Rikettsia mooseri». Інші його дослідження стосувались содоку, Ку-гарячки та інших інфекційних гарячок, інсектицидної активності ДДТ та бутазолідину.

### Після повернення додому
Після повернення до Швейцарії в 1936 році він прийняв пропозицію професорства в Цюрихському університеті і викладав там до виходу на пенсію в 1961 році. У той же час він обіймав посаду директора Інституту гігієни та бактеріології, який входив до складу університету. Як фахівця з екзотичних захворювань Музера направлено в Китай Лігою Націй у 1938 році. Також він здійснив епідеміологічні місії до Іспанії в 1942 році, Югославії в 1944 році, Єгипту в 1947 і 1960 роках. Музер неодноразово з такими місіями бував в Африці.
Ганс Цінссер у своїх спогадах у 1940 році так оцінив Музера:
|  | Цей жвавий, доброзичливий швейцарець був і є одним з найкращих наукових спостерігачів, з якими мені колись пощастило співпрацювати. Без нього нам, мабуть, не вдалося б. Він — маленька, міцна бомбочка енергії, жорстока чесність якого зробила його ворогом багатьох людей, але не тих, що є чесними. |

3 листопада 1941 року Музер послав своєму другові Френсісу Пейтону Раусу з Інституту Рокфеллера (Нью-Йорк) телеграму з проханням надати фінансову допомогу для виготовлення вакцини проти епідемічного висипного тифу в Цюриху для Варшавського гетто, проте американці прохання відхилили. Виникли проблеми вакцинації у гетто, тому Музер організував виготовлення вакцини в своїй лабораторії, що створило серйозні проблеми, адже декілька працівників заразилися і перехворіли на епідемічний висипний тиф, але зрештою вдалося виготовити певну кількість доз вакцини і передати її до Польщі. Музер не був ні у Варшаві в 1941 році, ні членом швейцарських санітарних місій на східному фронті. Він отримав після війни швейцарську наукову премію Марселя Бенуа за підтримку виробництва в Швейцарії цієї вакцини для Варшавського гетто.
До і під час Другої світової війни Музер активно демонстрував послідовні антинацистські настрої. Під час перебування в Китаї у 1938 році з колегами він розмовляв швейцарським діалектом, або англійською мовою, бойкотував німецькою мовою — мовою нацистів. Він категорично відмовлявся до кінця Другої світової війни публікуватися у німецьких часописах. У розпал німецьких військових тріумфів у 1942 році до уряду Цюриху було подано скаргу щодо антинацистських висловлювань, які Музер зробив, сидячи з колишніми студентами в ресторані. Ректору університету якимось чином вдалося вирішити проблему. У 1942 році швейцарська армія за порадою Музера взялася використовувати ДДТ для боротьби з вошами, переносниками епідемічного висипного тифу, що надалі використали як союзні, так і німецькі війська
У 1951 році він отримав медаль імені Бернгарда Нохта.
Він був науковцем старої школи, в основному будував свої висновки на спостереженнях або експериментах, які відтворювали ситуацію якомога ближче до «дикої природи». Незважаючи на 26 років діяльності в Цюриху, він не заснував фактичної своєї наукової школи. Його інтереси були широкими і різноманітними від математики до класичної філології.
Став почесним доктором Національного автономного університеті Мексики (1954), Базельського (1961) та Гамбурзького (1961) університетів. Почесний член Королівської академії Барселони, член Бельгійської академії тропічної медицини.

## Сімейний стан
Двічі був у шлюбі. Перша дружина Джессі Хаутрі, з якою він одружився 1922 році, померла в 1939 році. З другою дружиною Гедвіг взяв шлюб 1940 року, який проіснував до кінця його життя. У першому шлюбі мав сина і дочку, у другому — сина. Племінник Емануель Музер—Гюнкелер став професором фізики в Лозанні.

## Основні наукові праці
- Reaction of guinea pigs to Mexican typhus (Tabardillo). Preliminary note on bacteriologic observations. J. Am. Med. Assoc., vol. 91, 1928. — pp. 19-20. (англ.)
- Experiments relating to the pathology and the etiology of Mexican Typhus (Tabardillo). (1) Clinical course and pathologic anatomy of Tabardillo in Guinea-Pigs, 7. 7/z/ectz'ozzs Dis. 43 (1928a) 241—270 (англ.)
- Experiments relating to the pathology and the etiology of Mexican Typhus (Tabardillo). (2) Diplobacillus from the proliferated Tunica vaginalis of Guinea-Pigs reacting to Mexican Typhus, 7. Pz/ecf. Dz's. 43 (1928b) 261—284 (англ.)
- Zum Uebertragungsmodus des Fleckfiebers: Beobachtungen anläßlich einer Laboratoriums-Gruppeninfektion (Mitautor Wilhelm Löffler). In: Schweizerische medizinische Wochenschrift, Jg. 72 (1942), Nr. 28
- Zur Bekämpfung des epidemischen Fleckfiebers und des epidemischen Rückfallfiebers: Veröffentlichung des Vereinigten Hilfswerks vom Internationalen Roten Kreuz, 1942
- «Die Bedeutung des Neocid Geigy für die Verhütung und Bekämpfung der durch Insekten übertragenen Krankheiten», Sc/zwez'z. Me<7. Woc/ze/zsc/zr. 74 (1944) 947—952
- Acta tropica: Zeitschrift für Tropenwissenschaften und Tropenmedizin. Verlag für Recht und Gesellschaft, 1945 — 87 стор.
- Ist Stricheria jürgensi Stempell 1916 ein Synonym von Rickettsia prowazekii Rocha Lima 1916?. — 1952.
- «Selektiv-insektizide Wirkung des Butazolidin Geigy», Sc/zwez'z. Z. Rtzt/z. ßtz/ü. 19 (1956) 552—559 (разом з J. Lindenmann та F. Weyer)
- Erythrozyten-Adhäsion und Hämagglomeration durch Rückfallfieber-Spirochäten. Verlag nicht ermittelbar, 1958.